# Geomagnetische Stürme von Halloween 2003

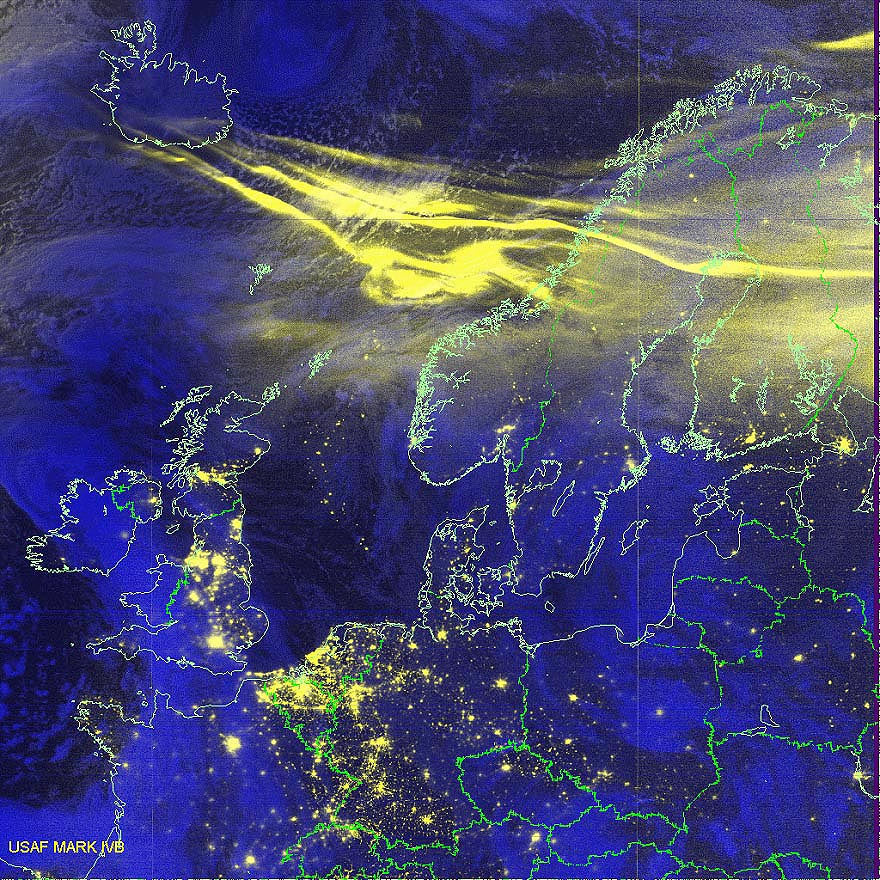
Aurora am 30. Oktober 2003

Die geomagnetischen Stürme von Halloween 2003 entstanden durch mehrere Sonneneruptionen und koronale Massenauswürfe, die von Mitte Oktober bis Anfang November 2003 auf der Sonnenoberfläche stattfanden und vom 28. bis 29. Oktober ihren Höhepunkt erreichten. Sie fielen in den Sonnenzyklus 23, etwa drei Jahre, nachdem dieser seinen Höhepunkt erreicht hatte. Diese Serie von Stürmen war die größte jemals vom GOES-System aufgezeichnete Serie von Sonneneruptionen. Funkwellenbezogene Messungen ergaben eine Belastung durch Röntgenstrahlen von X45 an der oberen Erdatmosphäre, zunächst war sie auf X28 geschätzt worden. Dabei entspricht X der obersten Klasse der Einteilung der Sonneneruptionen und X45 entspricht in dieser Skala einer Röntgenintensität von 4500 µW/m². Die stärkste zuvor gemessene Belastung mit einem Wert von X20 wurde am 2. April 2001 und am 16. August 1989 erreicht. Die "Geomagnetischen Stürme Halloween 2003" werden mit den geomagnetischen Stürmen von 1859, dem Carrington-Ereignis, verglichen.

## Auswirkungen
Von den Auswirkungen der koronalen Masseauswürfe waren satellitengestützte Systeme und Kommunikationssysteme betroffen; Flugzeuge wurden angewiesen, große Höhen in der Nähe der Polargebiete zu meiden. Die Astronauten der Internationalen Raumstation erhielten die Anweisung, sich in dem besser abgeschirmten Teil des russischen Orbitalsegments aufzuhalten, damit sie dort vor den erhöhten Strahlungswerten geschützt waren.
In Malmö und weiteren Teilen Südschwedens kam es aufgrund der Sonnenaktivität zu einem Stromausfall, der durch den Ausfall eines Transformators ausgelöst worden war, ähnlich wie 1989 in Québec dauerte der Stromausfall etwa eine Stunde. Polarlichter konnten bis in Mittelmeerländer und in Nordamerika bis nach Florida beobachtet werden. Auch im deutschsprachigen Raum gab es zahlreiche Sichtungen von hellen Polarlichtern. Auch am Südpol waren Polarlichter zu sehen, und in Südafrika wurden mehrere Transformatoren zerstört.
Die Raumsonde Solar and Heliospheric Observatory fiel vorübergehend aus, und der Advanced Composition Explorer wurde durch die Sonnenaktivität beschädigt. Weitere Raumfahrzeuge wurden beschädigt oder fielen zeitweise aus. Einige waren zuvor in einen abgesicherten Modus versetzt worden, um die Ausrüstung zu schützen.
Die Raumsonde 2001 Mars Odyssey registrierte wenige Stunden später die Auswirkungen des koronalen Masseauswurfes auf die dünne Atmosphäre des Mars, welche teilweise zerfetzt und in den Weltraum abgegeben wurde. Die Raumsonde Ulysses registrierte den Masseauswurf in der Nähe des Jupiters und Cassini-Huygens in der Nähe des Saturns. Hier war die Einwirkung noch stark genug, um erhebliche Auswirkungen auf die Atmosphäre des Saturns zu verursachen, obwohl dieser ein deutlich größeres Magnetfeld als die Erde besitzt. Voyager 2 konnte im April 2004 die Eruption erfassen.